# Ołeweni
Ołeweni lub Oleveni (maced. Олевени) – wieś w południowej Macedonii Północnej, w pobliżu drugiego co do wielkości miasta tego kraju – Bitoli.
Osada wchodzi w skład gminy Bitola i liczy 141 mieszkańców.